# SMS Admiral Spaun
L'incrociatore leggero della Marina Imperiale Austro-Ungarica SMS Admiral Spaun fu l'unico della sua classe, da cui sarebbero successivamente derivati gli incrociatori della Classe Helgoland, che ebbero un diverso apparato di propulsione e un armamento più potente.

## Servizio
La sua costruzione avvenne all'Arsenale di Pola, dove venne impostato sugli scali il 30 maggio 1908. Dopo il varo, avvenuto il 30 ottobre 1909 venne completato il 15 novembre 1910.
Nel corso della prima guerra mondiale prese parte ad alcuni bombardamenti contro le coste adriatiche italiane. Al termine del conflitto venne assegnato nel 1920 ai britannici in conto riparazioni danni di guerra. La nave fu rivenduta ai demolitori italiani e demolita in Italia nel 1922.

## Nome
Il nome della nave deriva da quello di Hermann Spaun, che dal 1897 fu comandante in capo della marina austro-ungarica e capo della sezione navale del ministero austro-ungarico della guerra. Spaun si ritirò nel 1904, protestando contro il rendirizzamento di larga parte dei fondi destinati alla marina verso il riarmo dell'esercito; i suoi incarichi passarono al Montecuccoli. Il momento in cui la nave gli venne dedicata coincise con la prima volta in cui una unità della marina asburgica fu battezzata in onore di una persona vivente che non appartenesse alla famiglia imperiale. Spaun non mancò di presenziare alla cerimonia di battesimo.